# Windy City
| Совокупная оценка    | Совокупная оценка |
| Источник             | Оценка            |
| -------------------- | ----------------- |
| Metacritic           | 71/100            |
| Оценки критиков      |                   |
| Источник             | Оценка            |
| AllMusic             | [ 2 ]             |
| Consequence of Sound | B                 |
| Entertainment Weekly | A-                |
| Exclaim!             | 8/10              |
| Uncut                | [ 6 ]             |

Windy City — пятый студийный альбом американской блюграсс- и кантри-певицы Элисон Краусс, вышедший 17 февраля 2017 года на лейбле Capitol Records. Диск дебютировал на позиции № 1 в кантри чартах США и Великобритании.

## Об альбоме
Это первый для исполнительницы альбом нового материала певицы за почти 18 лет и включает 10 каверов классических песен, спродюсированных Buddy Cannon.
Делюксовая версия альбома включает 4 живые версии песен.
Эксклюзивная версия Target дополнена двумя треками к делюксовой версии. Эксклюзивная версия Cracker Barrel дополнена одним треком к обычному изданию. Эксклюзивная версия Barnes & Noble представляет собой виниловую пластинку LP с альтернативной обложкой.
Альбом получил положительные отзывы музыкальной критики и интернет-изданий.
Windy City дебютировал на первом месте в кантри чартах США и Великобритании и на позиции № 9 в общежанровом хит-параде Billboard 200 с тиражом 38,000 эквивалентных альбомных единиц, включая 36,000 истинных альбомных продаж. К марту 2017 года тираж альбома составил 66,000 копий в США.

## Список композиций
| №                   | Название                          | Автор(ы)                                     | Оригинальные исполнители           | Длительность |
| ------------------- | --------------------------------- | -------------------------------------------- | ---------------------------------- | ------------ |
| 1.                  | «Losing You»                      | Pierre Havet, Jean Renard, Carl Sigman       | Бренда Ли                          | 2:55         |
| 2.                  | «It's Goodbye and So Long to You» | Raymond Couture, Harold J. Breau             | The Osborne Brothers и Mac Wiseman | 3:11         |
| 3.                  | «Windy City»                      | Bobby Osborne, Pete Goble                    | The Osborne Brothers               | 3:15         |
| 4.                  | «I Never Cared for You»           | Вилли Нельсон                                | Вилли Нельсон                      | 2:45         |
| 5.                  | «River in the Rain»               | Роджер Миллер                                | Роджер Миллер                      | 3:52         |
| 6.                  | «Dream of Me»                     | Jimmy Darrell, Raleigh Squires, Buddy Cannon | Vern Gosdin                        | 4:03         |
| 7.                  | «Gentle on My Mind»               | John Hartford                                | Глен Кэмпбелл                      | 3:34         |
| 8.                  | «All Alone Am I»                  | Manos Hadjidakis, Arthur Altman              | Brenda Lee                         | 3:26         |
| 9.                  | «Poison Love»                     | Elmer Laird                                  | Би́лл Монро́                         | 2:55         |
| 10.                 | «You Don't Know Me»               | Cindy Walker, Эдди Арнольд                   | Эдди Арнольд                       | 4:18         |
| Общая длительность: | Общая длительность:               | Общая длительность:                          | Общая длительность:                | 34:14        |

| №                   | Название                       | Длительность |
| ------------------- | ------------------------------ | ------------ |
| 11.                 | «Windy City» (live)            | 3:18         |
| 12.                 | «River in the Rain» (live)     | 4:21         |
| 13.                 | «Losing You» (live)            | 2:52         |
| 14.                 | «I Never Cared for You» (live) | 2:53         |
| Общая длительность: | Общая длительность:            | 47:38        |

| №                   | Название                                               | Длительность |
| ------------------- | ------------------------------------------------------ | ------------ |
| 15.                 | «Till I Gain Control Again» (Alison Krauss)            | 5:21         |
| 16.                 | «Angel Flying Too Close to the Ground» (Alison Krauss) | 4:31         |
| Общая длительность: | Общая длительность:                                    | 57:29        |

| №                   | Название                                          | Длительность |
| ------------------- | ------------------------------------------------- | ------------ |
| 11.                 | «Make the World Go Away» (вместе с Jamey Johnson) | 3:05         |
| Общая длительность: | Общая длительность:                               | 37:19        |

## Позиции в чартах
| Чарт (2017)                              | Наивысшая позиция |
| ---------------------------------------- | ----------------- |
| Australian Albums (ARIA)                 | 70                |
| Australia Country Albums (ARIA)          | 9                 |
| Бельгия/Фландрия (Ultratop)              | 126               |
| Канада (Canadian Albums Chart)           | 35                |
| Нидерланды (Album Top 100)               | 46                |
| Германия (Offizielle Top 100)            | 66                |
| Ирландия (IRMA)                          | 17                |
| New Zealand Albums (RMNZ)                | 40                |
| Норвегия (VG-lista)                      | 18                |
| Шотландия (Scottish Albums Chart)        | 3                 |
| Swedish Albums (Sverigetopplistan)       | 29                |
| Швейцария (Schweizer Hitparade)          | 72                |
| Taiwanese Albums (Five Music)            | 8                 |
| Великобритания (UK Albums Chart)         | 6                 |
| Великобритания (UK Country Albums Chart) | 1                 |
| США (Billboard 200)                      | 9                 |
| США (Billboard Top Bluegrass Albums)     | 1                 |
| США (Billboard Folk Albums)              | 1                 |
| США (Billboard Top Country Albums)       | 1                 |